# Zuzana Růžičková
Zuzana Růžičková (14 de gener de 1927, Plzeň, Txecoslovàquia - Praga, 27 de setembre de 2017) fou una clavecinista txeca reconeguda mundialment.
Nascuda a la República Txeca, on va viure tota la seva vida, Růžičková fou una especialista en música clàssica i barroca. És un dels pocs músics que ha enregistrat la totalitat de les obres de Johann Sebastian Bach per al clavicèmbal i va ser també l'esposa del compositor txec Viktor Kalabis. A causa de la seva ascendència jueva (mare jueva i pare ateu), va ser internada en diversos camps de concentració nazis durant la seva adolescència. Anys més tard, va viure durant quaranta anys sota el règim comunista de Txecoslovàquia, on es va veure oprimida constantment per ser jueva i haver refusat unir-se al Partit Comunista.
Růžičková ha ensenyat a una sèrie d'importants músics, entre ells Christopher Hogwood, Ketil Haugsand, Jaroslav Tuma, Monika Knoblochova i Mahan Esfahani.

## Infància
Růžičková va començar a prendre classes de piano després de patir una pneumònia a l'edat de nou anys, com a recompensa per la seva recuperació. La seva professora de piano, Marie Provaníková, la va introduir a les obres de Bach i la va animar a prendre el clavicèmbal. Provaníková va quedar tan impressionada pel talent de Růžičková que va escriure a la clavecinista Wanda Landowska, demanant-li que acceptés a la Růžičková com alumna seva a l'École de Musique Ancienne (Escola de Música Antiga) a París, un cop hagués acabat la seva escolaritat obligatòria als 15 anys. Al final, Růžičková no va poder assistir a causa de la invasió nazi a Txecoslovàquia i de l'aplicació de les lleis de Nuremberg, les quals impediren que el col·lectiu jueu es relacionés amb el poble alemany. Al principi només se'ls prohibia anar al cinema, agafar el tren, etc. Però a poc a poc eren més i més les prohibicions. Fins i tot van haver de deixar l'escola i les seves cases. Malgrat que Růžičková no es considerava particularment religiosa, la seva sang era jueva i per això es va veure afectada.

## Ocupació nazi de Txecoslovàquia i Segona Guerra Mundial
Els nazis van començar l'ocupació de Txecoslovàquia el 1938. El 1941, la Gestapo va començar a organitzar el transport per moure els jueus de Plzeň cap a Theresienstadt. Els primers presos es van encarregar de convertir la fortalesa i els voltants de la ciutat emmurallada en un camp de concentració, conegut com a Theresienstadt (el nom alemany de Terezín).
En Plzeň, la Gestapo utilitza nens jueus, entre ells una nena de 13 anys (Růžičková), per lliurar "invitacions" a altres membres de la comunitat jueva de Plzeň, informant-los de la data en què seran deportats al camp. Růžičková va descriure l'experiència: "Va ser terrible el lliurament dels avisos. Vam veure la vida en el seu pitjor estat. Va ser un malson".
El gener de 1942, tres setmanes després de rebre una "invitació" de la Gestapo, Růžičková i la seva família van ser traslladats forçadament de Plzeň al camp de concentració de Theresienstadt. En arribar, Růžičková va trobar Fredy Hirsch, un jueu alemany de 25 anys, qui va assumir la responsabilitat de la cura dels nens del campament.

### Internament a Theresienstadt
Theresienstadt va ser designat originalment pels nazis com a comunitat per jueus de classe mitjana d'Alemanya, Txecoslovàquia i Àustria. Més de 150.000 persones van estar internades durant mesos o anys abans de ser enviats als camps d'extermini de Treblinka i Auschwitz a Polònia. Desenes de milers de persones van morir a causa de la desnutrició i la malaltia, però tot i les condicions horribles, els treballs forçats, i l'absència d'atenció mèdica, es va aconseguir donar lliçons als nens, i fins i tot es van organitzar conferències, obres de teatre, òperes i concerts.
Růžičková, juntament amb altres nens de Theresienstadt, va fer treball agrícola, aprofitant-se'n per agafar menjar dels horts per a la seva família. Tot i que es va veure obligada a treballar durant el dia, Růžičková va poder continuar la seva educació, assistir a concerts i conferències organitzades pels residents, veure la cantant d'òpera Karel Berman, prendre classes de llatí d'un exprofessor universitari i lliçons d'harmonia del pianista Gideon Klein, i unir-se a un cor de nens.
El pare de Růžičková va morir a la primavera de 1943. Al desembre del mateix any, Růžičková i la seva mare van ser enviades al camp de concentració d'Auschwitz després de gairebé dos anys en Theresienstadt. A Růžičková se li va donar l'oportunitat de romandre en Theresienstadt, però va optar per anar amb la seva mare.

### Internament a Auschwitz
En arribar al camp d'extermini d'Auschwitz, Růžičková, la seva mare i els altres presoners van ser despullats i tatuats. Després van ser obligats a signar un document, en què van declarar que havien estat detinguts a Theresienstadt per activitats antialemanyes, acceptant, per tant, la condemna. Poc després de la seva arribada, Růžičková es va reunir amb Fredy Hirsch, qui li va aconsellar que mentís sobre la seva edat per poder-se trobar amb ell a les “cases” de nens. Allà seran internades durant gairebé mig any.
Růžičková va treballar com a ajudant de Hirsch. En aquest paper, Růžičková va ser exposada a la realitat extrema de la teoria racial nazi; metges alemanys visitaven les "cases" dels nens per prendre mesures fisiològiques o seleccionar als nens per experimentar amb ells. Conscient d'aquests terribles fets, Růžičková es va adonar que estava viva gràcies a Hirsch, ja que aquest la va allunyar de treballs molt perillosos i malalties del camp.
Al maig de 1944, Růžičková i els altres presos que havien viatjat amb ella de Theresienstadt a Auschwitz van ser programats per a ser gasejats. La seva execució estava programada pel 6 de juny, però Růžičková i la seva mare van tenir sort. En aquestes dates, els enemics d'Alemanya estaven guanyant terreny i els alemanys necessitaven treballadors, els quals van seleccionar d'entre els presos de Theresienstadt. 1000 homes i 1000 dones van ser enviades a Alemanya, i afortunadament la Růžičková i la seva mare van ser dues d'elles.

### Esclavitud a Hamburg
Růžičková va ser deportada a Hamburg, una ciutat bombardejada regularment per les tropes britàniques i americanes. A ella i a altres treballadors, els va ser assignat el treball de manteniment de tancs de gas i reparació d'oleoductes. Va patir molt per la fam i les condicions de treball perilloses. No obstant això, ella va ser capaç de guanyar una mica de menjar extra dels altres presos per cantar per a ells.

### Internament a Bergen-Belsen
A finals de febrer de 1945, Růžičková i els altres treballadors van ser traslladats a l'horrible camp d'extermini de Bergen-Belsen. Ella diu sobre Bergen-Belsen: “Si existeix l'infern, de segur que aquesta és la part més fosca de l'infern. Aquest era un camp d'extermini de debò, realment plantejat per morir en ell. Ningú volia que sobrevisquéssim."
La seva mare va emmalaltir, i a l'abril de 1945, Růžičková i els altres presoners estaven construint trampes per a tancs, mentre sentien tirs dels enemics d'Alemanya. Això els va fer pensar que s'estaven apropant i potser la guerra estava arribant a la seva fi. Els nazis van marxar del camp de concentració, deixant-los sense menjar ni subministrament d'aigua. En aquestes condicions van aconseguir sobreviure els presos de Bergen-Belsen durant tres dies, sense saber què passava. Finalment, el 15 d'abril de 1945 van arribar els soldats britànics a Bergen-Belsen i els van alliberar. La guerra havia acabat.

### Alliberament i seqüeles de la Segona Guerra Mundial
En el moment de l'alliberació dels presos, Růžičková i els altres presoners es trobaven en una situació precària i amb una salut molt extrema. Ella va ser traslladada a l'hospital, on se li va diagnosticar principi de malària, i moltes altres deficiències als seus òrgans. Com que sabia parlar anglès, un cop va estar recuperada, es va encarregar de fer de traductora per l'equip mèdic.

## Educació musical
Malgrat les condicions extremes que va suportar durant la guerra, l'amor de Růžičková per la música va prosperar. A Theresienstadt, va prendre lliçons d'harmonia del seu company de presó Gideon Klein. Deia que "l'esperit de Bach sempre va estar amb ell i la va mantenir amb vida".
Una de les primeres persones que Růžičková va trobar al seu retorn a Plzeň va ser la seva antiga professora de piano Marie Provaníková. Růžičková recorda que quan Provaníková va veure les condicions de les seves mans després de quatre anys en camps de concentració, va plorar.
Els quatre anys que Růžičková havia passat en els camps de concentració, no només li havien provocat dany físic i psicològic, sinó que també van alentir el seu progrés com a músic. A l'escola, va haver de recuperar habilitats fonamentals a poc a poc amb Bohdan Gsölhofer, i el 1947 es va inscriure a l'Acadèmia de les Arts Escèniques de Praga. Quan va ingressar a l'Acadèmia, va decidir especialitzar-se en música antiga. El 1950, va començar a treballar a l'Acadèmia com a professora de piano dels compositors. D'aquesta manera, va conèixer al seu futur marit, el compositor txec Viktor Kalabis.

## Carrera a la Txecoslovàquia comunista
El 1948, va haver-hi un cop d'estat per part del partit comunista a Txecoslovàquia. Sota aquest govern, Růžičková com a jueva, encara era vulnerable a persecucions. A més, el 1952, es va casar amb Viktor Kalabis. El 1956 Růžičková va guanyar el Concurs Internacional de Música ARD de Múnic i un membre del jurat, Marguerite Roesgen-Champion, li va oferir una beca per continuar els seus estudis de clavicèmbal a París. Kalabis també va ser convidat a estudiar a París, però a la parella no se li va permetre viatjar a l'estranger junts, i Viktor va anar a París, però Růžičková va romandre a Txecoslovàquia. Tot i així, la victòria de Růžičková al Concurs Internacional de Música ARD de Múnic, la va conduir a fer concerts per tot Europa, gràcies a la seva fama i el suport que tenia fòra de Txecoslovàquia. El govern comunista es quedava, però, amb tots els guanys de la Růžičková a l'estranger, i a més van privar-la de donar classes a Txecoslovàquia degut a la seva herència jueva i controlaven tots els moviments de la parella.
Les pressions sobre Růžičková es van suavitzar lleugerament després de la mort de Stalin. Per primer cop, va poder gravar música per a distribució internacional, el que va augmentar la seva fama. Això va coincidir amb el renaixement de la música barroca a Europa Occidental. El 1965, va ser contractada per gravar la integral de les obres per a teclat de Bach. Durant la Revolució de Vellut al 1989, va participar en protestes contra el règim. Finalment, quan va caure aquest règim, va recuperar el seu títol com a "Professora", va fer tours per América del Nord, Canadá, Australia, el Japó, etc. i va impartir masterclasses per Europa.

## Růžičková en els darrers anys
Růžičková va residir fins a la seva mort a Praga. Va deixar d'actuar en públic el 2004 després que el seu marit va emmalaltir. Després de la mort de Kalabis el 2006, Růžičková es va involucrar més en diverses organitzacions musicals i comitès dedicats a la interpretació i la preservació de la música antiga, i al descobriment de joves músics. Ella fou la presidenta de la Fundació Viktor Kalabis i Zuzana Růžičková, vicepresidenta de la Comissió del Concurs Internacional de Primavera de Praga, i membre del jurat de la Chamber Music Society de la República Txeca, i el Concurs Internacional Concertino Praga. A més, defensà de la Iniciativa Hans Krása, dedicada a la vida i música del compositor i company seu com a presoner a Theresienstadt, Hans Krása. També estiguéinvolucrada en la Iniciativa de Terezín, a través de la qual va finançar un monument per Fredy Hirsch.
Amb motiu del seu norantè aniversari es va reeditar la gravació de la integral de les obres de Bach per a teclat i feu fa públic el documental Zuzana: Music is Life.